# Pływanie na Letnich Igrzyskach Olimpijskich 1948 – 100 m stylem dowolnym kobiet
100 m stylem dowolnym kobiet – jedna z konkurencji pływackich rozgrywanych podczas XIV Igrzysk Olimpijskich w Londynie. Eliminacje odbyły się 30 lipca, półfinały 31 lipca, a finał 2 sierpnia 1948 roku.
Mistrzynią olimpijską została Dunka Greta Andersen, uzyskując czas 1:06,3. Srebrny medal wywalczyła reprezentantka Stanów Zjednoczonych Ann Curtis przypływając na metę 0,2 s później niż Andersen. Brąz zdobyła Holenderka Marie-Louise Linssen-Vaessen.
W półfinałach Andersen wyrównała rekord olimpijski (1:05,9) ustanowiony w 1936 roku przez Holenderkę Rie Mastenbroek. Oficjalnie wynik uzyskany przez Dunkę nie został uznany za rekord olimpijski.

## Rekordy
Przed zawodami rekord świata i rekord olimpijski wyglądały następująco:
| Rekord            | Zawodniczka     | Czas   | Miejsce   | Data             |       |
| ----------------- | --------------- | ------ | --------- | ---------------- | ----- |
| Rekord świata     | Willy den Ouden | 1:04,6 | Amsterdam | 27 lutego 1936   |       |
| Rekord olimpijski | Rie Mastenbroek | 1:05,9 | Berlin    | 10 sierpnia 1936 | [ 1 ] |

W trakcie zawodów ustanowiono następujące rekordy:
| Data     | Etap konkurencji | Zawodniczka    | Czas   | Rekord | Uwagi |
| -------- | ---------------- | -------------- | ------ | ------ | ----- |
| 31 lipca | eliminacje       | Greta Andersen | 1:05,9 | =      | [ a ] |

## Wyniki

### Eliminacje
Do półfinałów zakwalifikowały się dwie najlepsze pływaczki z każdego wyścigu oraz pozostałe sześć zawodniczek z najlepszymi czasami.

#### Wyścig eliminacyjny 1
| Miejsce | Zawodniczka               | Państwo           | Czas   | Uwagi |
| ------- | ------------------------- | ----------------- | ------ | ----- |
| 1.      | Irma Heijting-Schuhmacher | Holandia          | 1:07,9 | Q     |
| 2.      | Judit Temes               | Węgry             | 1:08,3 | Q     |
| 3.      | Brenda Helser             | Stany Zjednoczone | 1:09,0 | q     |
| 4.      | Josette Arène             | Francja           | 1:09,7 |       |
| 5.      | Eileen Holt               | Argentyna         | 1:12,0 |       |
| 6.      | Magda Bruggemann          | Meksyk            | 1:12,5 |       |
| 7.      | Maria-Anna Erismann       | Szwajcaria        | 1:19,9 |       |

#### Wyścig eliminacyjny 2
| Miejsce | Zawodniczka                  | Państwo   | Czas   | Uwagi |
| ------- | ---------------------------- | --------- | ------ | ----- |
| 1.      | Fritze Carstensen            | Dania     | 1:06,5 | Q     |
| 2.      | Marie-Louise Linssen-Vaessen | Holandia  | 1:07,5 | Q     |
| 3.      | Denise Spencer               | Australia | 1:10,0 |       |
| 4.      | Eleonora Schmidt             | Brazylia  | 1:10,8 |       |
| 5.      | Mária Littomeritzky          | Węgry     | 1:13,0 |       |
| 6.      | Adriana Camelli              | Argentyna | 1:16,5 |       |

#### Wyścig eliminacyjny 3
| Miejsce | Zawodniczka              | Państwo         | Czas   | Uwagi |
| ------- | ------------------------ | --------------- | ------ | ----- |
| 1.      | Elisabeth Ahlgren        | Szwecja         | 1:08,7 | Q     |
| 2.      | Karen Harup              | Dania           | 1:08,4 | Q     |
| 3.      | Marjorie McQuade         | Australia       | 1:08,5 | q     |
| 4.      | Piedade Coutinho-Tavares | Brazylia        | 1:08,6 | q     |
| 5.      | Patricia Nielsen         | Wielka Brytania | 1:09,4 | q     |
| 6.      | Ginette Jany-Sendral     | Francja         | 1:12,1 |       |
| 7.      | Enriqueta Duarte         | Argentyna       | 1:14,9 |       |

#### Wyścig eliminacyjny 4
| Miejsce | Zawodniczka         | Państwo           | Czas   | Uwagi |
| ------- | ------------------- | ----------------- | ------ | ----- |
| 1.      | Ann Curtis          | Stany Zjednoczone | 1:06,9 | Q     |
| 2.      | Greta Andersen      | Dania             | 1:07,0 | Q     |
| 3.      | Marianne Lundquist  | Szwecja           | 1:09,0 | q     |
| 4.      | Margaret Wellington | Wielka Brytania   | 1:09,8 |       |
| 5.      | Kay McNamee         | Kanada            | 1:13,3 |       |
| 6.      | Zsuzsa Nádor        | Węgry             | 1:15,8 |       |
| 7.      | Maria da Costa      | Brazylia          | 1:16,0 |       |

#### Wyścig eliminacyjny 5
| Miejsce | Zawodniczka      | Państwo           | Czas   | Uwagi |
| ------- | ---------------- | ----------------- | ------ | ----- |
| 1.      | Ingegerd Fredin  | Szwecja           | 1:08,1 | Q     |
| 2.      | Marie Corridon   | Stany Zjednoczone | 1:08,4 | Q     |
| 3.      | Lillian Preece   | Wielka Brytania   | 1:09,0 | q     |
| 4.      | Hannie Termeulen | Holandia          | 1:09,8 |       |
| 5.      | Fernande Caroen  | Belgia            | 1:12,1 |       |
| 6.      | Irene Strong     | Kanada            | 1:13,5 |       |
| 7.      | Gisèle Vallerey  | Francja           | 1:14,0 |       |

### Półfinały
Do finału zakwalifikowały się dwie najlepsze pływaczki z każdego wyścigu oraz pozostałe cztery zawodniczki z najlepszymi czasami.

#### Półfinał 1
| Miejsce | Zawodniczka               | Państwo           | Czas   | Uwagi  |
| ------- | ------------------------- | ----------------- | ------ | ------ |
| 1.      | Greta Andersen            | Dania             | 1:05,9 | Q, = , |
| 2.      | Fritze Carstensen         | Dania             | 1:07,5 | Q      |
| 3.      | Irma Heijting-Schuhmacher | Holandia          | 1:07,7 | q      |
| 4.      | Marie Corridon            | Stany Zjednoczone | 1:08,9 |        |
| 5.      | Marianne Lundquist        | Szwecja           | 1:09,5 |        |
| 6.      | Marjorie McQuade          | Australia         | 1:09,6 |        |
| 7.      | Patricia Nielsen          | Wielka Brytania   | 1:09,6 |        |
| 8.      | Judit Temes               | Węgry             | 1:09,7 |        |

#### Półfinał 2
| Miejsce | Zawodniczka                  | Państwo           | Czas   | Uwagi |
| ------- | ---------------------------- | ----------------- | ------ | ----- |
| 1.      | Ann Curtis                   | Stany Zjednoczone | 1:07,6 | Q     |
| 2.      | Marie-Louise Linssen-Vaessen | Holandia          | 1:08,4 | Q     |
| 3.      | Ingegerd Fredin              | Szwecja           | 1:08,4 | q     |
| 4.      | Elisabeth Ahlgren            | Szwecja           | 1:08,6 | q     |
| 5.      | Karen Harup                  | Dania             | 1:08,7 | q     |
| 6.      | Lillian Preece               | Wielka Brytania   | 1:09,3 |       |
| 7.      | Piedade Coutinho-Tavares     | Brazylia          | 1:09,5 |       |
| 8.      | Brenda Helser                | Stany Zjednoczone | 1:10,0 |       |

### Finał
| Miejsce | Zawodniczka                  | Państwo           | Czas   | Uwagi |
| ------- | ---------------------------- | ----------------- | ------ | ----- |
| 1. !    | Greta Andersen               | Dania             | 1:06,3 |       |
| 2. !    | Ann Curtis                   | Stany Zjednoczone | 1:06,5 |       |
| 3. !    | Marie-Louise Linssen-Vaessen | Holandia          | 1:07,6 |       |
| 4.      | Karen Harup                  | Dania             | 1:08,1 |       |
| 5.      | Ingegerd Fredin              | Szwecja           | 1:08,4 |       |
| 6.      | Irma Heijting-Schuhmacher    | Holandia          | 1:08,4 |       |
| 7.      | Elisabeth Ahlgren            | Szwecja           | 1:08,8 |       |
| 8.      | Fritze Carstensen            | Dania             | 1:09,1 |       |